# Aiginio (stacja kolejowa)
Aiginio (grecki: Σιδηροδρομικός σταθμός Αιγινίου) – przystanek kolejowy w Aiginio, w regionie Macedonia Środkowa, w Grecji. 
Znajduje się na wschód od miejscowości. Jest obsługiwany od 2007 przez pociągi regionalne między Salonikami i Larisą.

## Linie kolejowe
- Pireus – Plati